# Mette Gregersen
Mette Gadeberg Gregersen (født 27. juli 1989) er en dansk skuespillerinde. Uddannet ved Den Danske Scenekunstskole - Århus (2017)

## Filmografi
- På Flugt (kortfilm) (2014) – Lise. Filmkraft Festival Nomineret (2015)
- Bora Bora (2011) – Silja. Robert Nomineret (2012) - Årets børne- og ungdomsfilm.
- Det som ingen ved (2008) – Liv
- Rich Kids (2007) – Luise
- Familien Gregersen (2004) – Maj Gregersen (som ung)

### Tv-serier
- Mikkel og Guldkortet, afsnit 1-24 (2008) – Louise Johansen/Nisseline Honningbrød. Producent: TV2
- Album, afsnit 2-3 og 5 (2008) – Gertrud Wallin (som ung). Producent: Danmarks Radio
- Ørnen, afsnit 10-11 (2004) – Unge Isbjørg. Producent: Danmarks Radio

## Teater
- De Rene Rum (2016) Aarhus Teater
- Villads fra Valby (2016) Aalborg Teater
- Martyrer (2015) Teatret Svalegangen
- Ole Lukøje (2015) Den Gamle By i Århus